# Mariä Himmelfahrt (Ostritz)

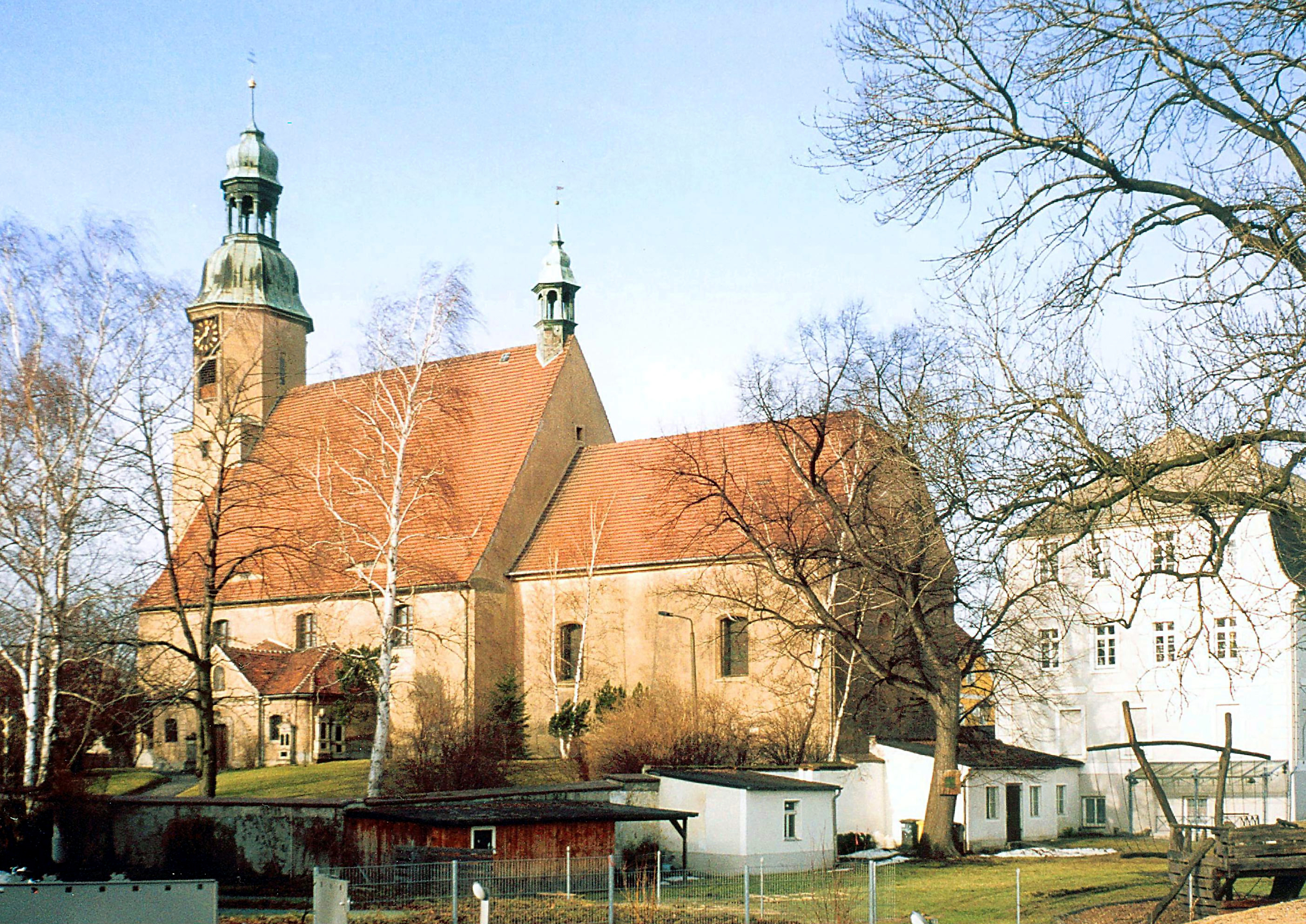
Ansicht von Südosten

Mariä Himmelfahrt ist eine römisch-katholische Kirche in Ostritz, einer Stadt im Landkreis Görlitz in Sachsen. Die nach der Aufnahme Mariens in den Himmel benannte Kirche gehört zur Pfarrei St. Marien mit Sitz in Zittau, im Dekanat Bautzen des Bistums Dresden-Meißen. Das Kirchengebäude, eine der ältesten noch bestehenden Kirchen des Bistums Dresden-Meißen, steht als Baudenkmal unter der Erfassungsnummer 09228196 unter Denkmalschutz. Die Kirche steht am Oder-Neiße-Radweg (D12) und ist als Radwegekirche ausgewiesen.

## Geschichte
Die Kirche geht auf die erste Hälfte des 13. Jahrhunderts zurück und trug ursprünglich das Patrozinium der heiligen Apostel Petrus und Paulus. 1346 erwarb die Zisterzienserinnenabtei St. Marienthal die Kirche. Während der Hussitenkriege wurde das Gotteshaus 1427 durch die Hussiten zerstört. Nach mehreren Bränden bekam die Kirche vom Anfang des 17. Jahrhunderts an ihre heutige Gestalt.
Jahrhundertelang stand die Kirche unter dem Patronat der Abtei St. Marienthal und gehörte zum Erzbistum Prag. So blieb das katholische Bekenntnis auch durch die Zeit der Reformation hindurch ununterbrochen erhalten. 1784 wechselte die kirchliche Zugehörigkeit vom Erzbistum Prag zur Apostolischen Administratur der Lausitz mit Sitz in Bautzen.
1921 wurde das in der Reformationszeit im 16. Jahrhundert untergegangene katholische Bistum Meißen mit Sitz in Bautzen wiedererrichtet, dem von da an auch Ostritz angehört. 1979 wurde die Bezeichnung des Bistums in Bistum Dresden-Meißen geändert. 2012 wurde das Dekanat Zittau, zu dem Ostritz gehörte, aufgelöst und dem Dekanat Bautzen angeschlossen. Am 21. Mai 2016 erfolgte die Ernennung der Kirche zur Radwegekirche.
Seit dem 7. Juli 2019 gehört die Kirche zur Pfarrei St. Marien mit Sitz in Zittau, die Pfarrei Mariä Himmelfahrt in Ostritz wurde zu diesem Zeitpunkt aufgelöst. Zur Pfarrei St. Marien gehören außer der Kirche Mariä Himmelfahrt in Ostritz auch die Kirchen
St. Bonifatius in Herrnhut, St. Konrad von Parzham in Hirschfelde, St. Nikolaus in Kunnersdorf, Mariä Namen in Löbau, St. Petrus Canisius in Olbersdorf, St. Theresia von Lisieux in Schlegel und Mariä Heimsuchung in Zittau. Damals gehörten zur Pfarrei Ostritz rund 1000 Katholiken. Auch das Kloster St. Marienthal der Zisterzienserinnen steht auf dem Gebiet der Pfarrei.

## Lage, Architektur und Ausstattung

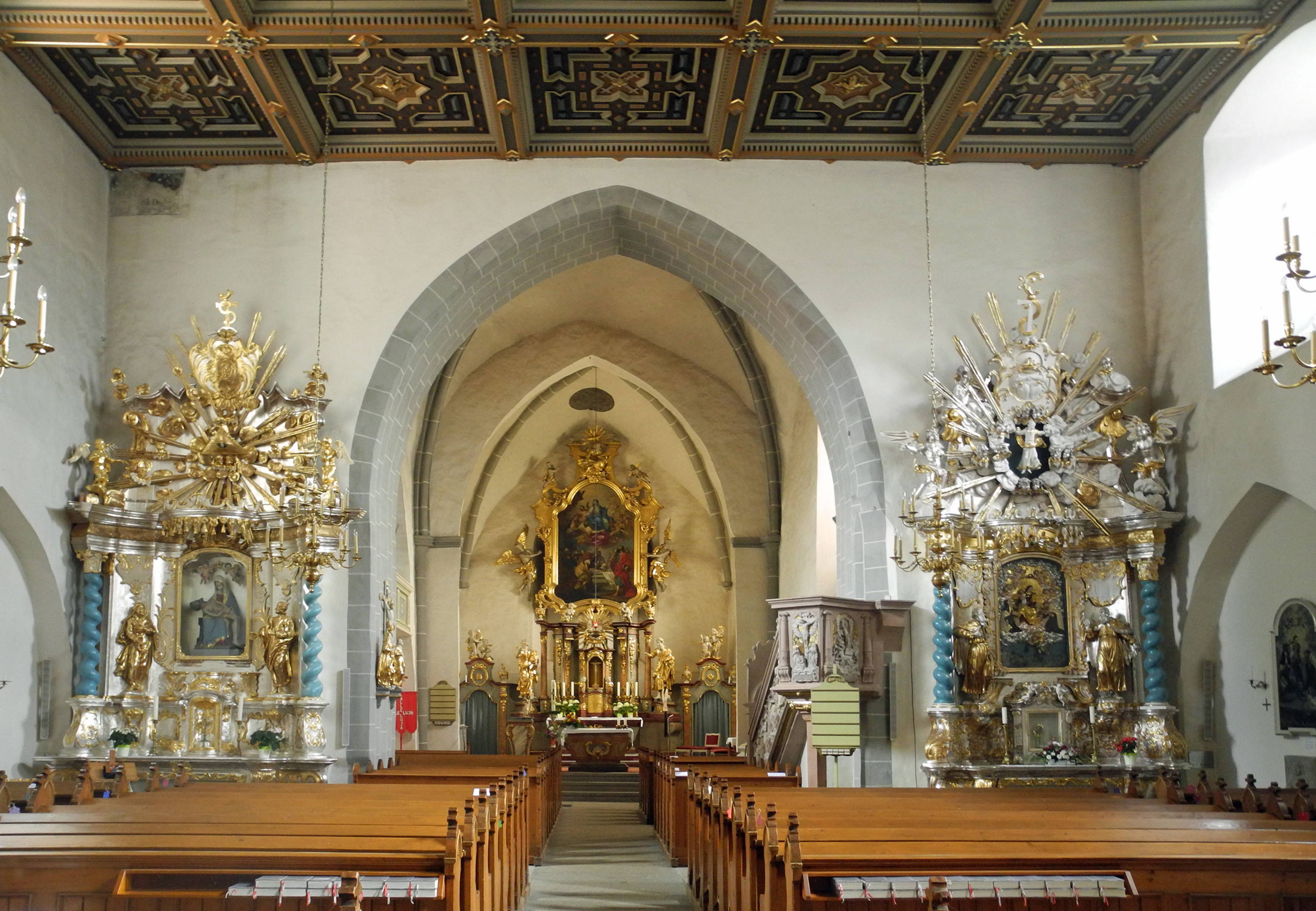
Blick zum Altar

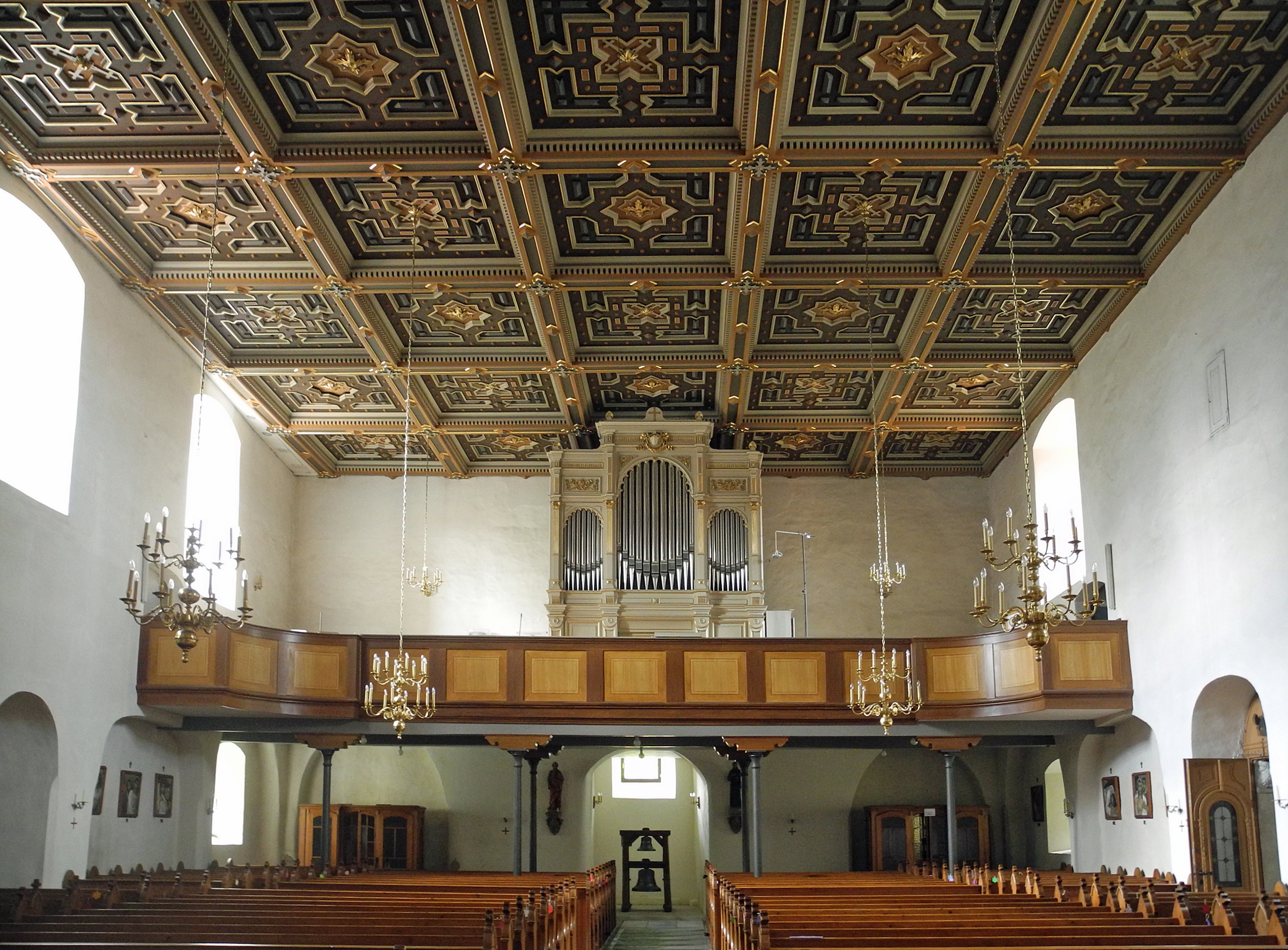
Blick zur Orgelempore

Die geostete Kirche steht auf dem Grundstück Spanntigstraße 5, im äußersten Osten von Sachsen, nur rund 400 Meter von der polnischen Grenze entfernt.
Das Kirchengebäude vereint romanische und gotische Bauteile. Der 48 Meter hohe Westturm wird von einer Haube im Stil des Barock mit einem Patriarchenkreuz bekrönt. Das Geläut besteht aus vier Bronzeglocken. Neben dem Portal an der Nordseite der Kirche erinnern noch heute zwei Statuen an die ehemaligen Schutzpatrone der Kirche, Petrus und Paulus.
Das Kirchenschiff wird von einer hölzernen Kassettendecke abgeschlossen. Am Kreuzrippengewölbe über dem Altar, das zu den ältesten erhaltenen Teilen der Kirche gehört, sind die vier Evangelistensymbole dargestellt. Die Ausstattung der Kirche im Stil des Barock verdankt die Kirche vorwiegend Stiftungen früherer Äbtissinnen des Klosters St. Marienthal. Der Hochaltar stammt aus dem Jahr 1785, weitere Ältäre aus den 17. und 18. Jahrhunderten, die Kanzel aus Sandstein von 1609. Am Aufstieg zur Kanzel sind die heiligen Barbara, Katharina, Margarethe, Maria und Ursula dargestellt. Der Maler Emil Pischel schuf die 14 Kreuzwegstationen, die an den Seitenwänden des Kirchenschiffs hängen.
Die Orgel wurde von 1875 bis 1878 durch Carl Eduard Jehmlich erbaut und hatte ursprünglich 22 Register auf zwei Manualwerken und Pedal. Nach mehreren im 20. Jahrhundert durchgeführten Veränderungen erfolgte in den Jahren 2012 und 2013 eine Restaurierung und Rekonstruktion durch Jehmlich Orgelbau Dresden. Heute verfügt das Instrument über 24 Register auf zwei Manualwerken und Pedal.